# Euphaedra (Euphaedrana) ruspina
Euphaedra (Euphaedrana) ruspina es una especie de mariposa, de la familia Nymphalidae, subfamilia Limenitidinae, tribu Adoliadini, pertenece al género Euphaedra, subgénero (Euphaedrana).

## Localización
Esta especie de mariposa se encuentra distribuida en Nigeria, Camerún, Gabón, Angola, Congo, Uganda y Tanzania.